# 伊豆法難

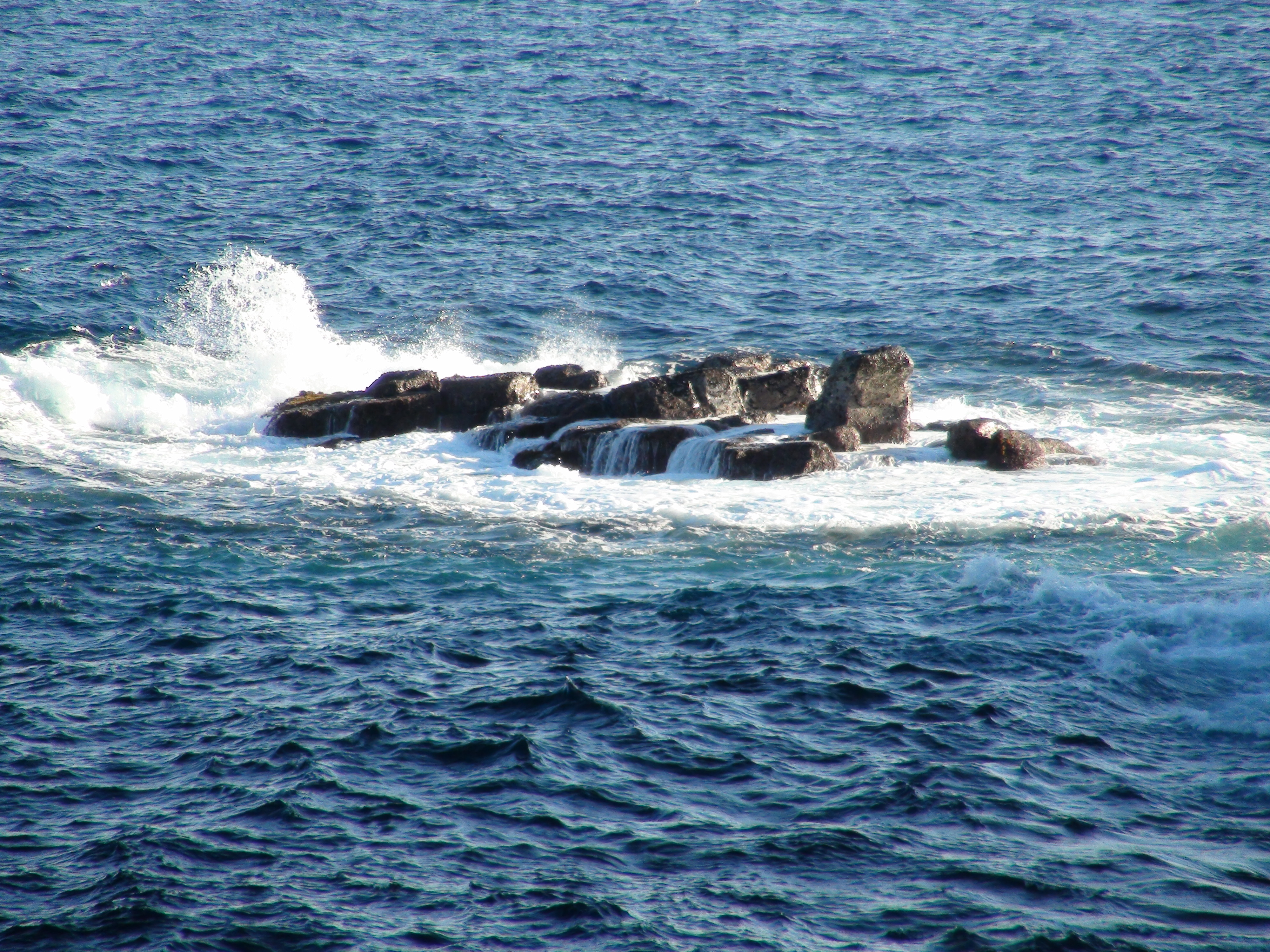
蓮着寺の沖合いにある「俎岩」。
（2014年11月21日撮影）

伊豆法難（いずほうなん）は、弘長元年（1261年）5月12日に日蓮が捕らえられ、伊豆（現在の静岡県伊東市）へ流罪となった事件。日蓮四大法難の一つ。
伊豆に到着前には伊東沖の「俎岩（まないたいわ）」という岩礁に置き去りにされたが、漁師の弥三郎に助けられたという伝承がある。日蓮は伊豆で3年過ごした後、弘長3年（1263年）に赦免され、鎌倉に帰って伝道活動を再開する。

## 関連資料
- 船守（舟守）弥三郎許御書
- 一谷入道御書
- 波木井殿御書
- 報恩抄

## 参考資料
- 市川智康『日蓮聖人の歩まれた道』水書房（1989年）
- 日蓮宗寺院大鑑編集委員会『宗祖第七百遠忌記念出版 日蓮宗寺院大鑑』大本山池上本門寺 (1981年)
- 伊豆法難750年

## 関連寺院
- 仏現寺　伊東市にある日蓮宗霊跡本山。伊豆法難の霊場として惣堂が建立され佛現寺輪番八ヶ寺によって管理された。
  - 伊東市の日蓮宗寺院一覧
- 蓮着寺　伊東市にある法華宗陣門流の霊跡別院。伊豆法難の霊場として建立された。
- 妙長寺　鎌倉市にある舟守弥三郎ゆかりの日蓮宗の寺院。泉鏡花が「星あかり（みだれ橋）」を執筆した。
- 宗林寺 (台東区)　江戸十祖師の一つ舟守の祖師を祀る。